# Зимненський монастир
Святогірський Успенський Зимненський ставропігійний монастир — давній монастир ченців східного обряду, розташований у с. Зимному (Володимирський район, Волинська область). Давніше — чоловічий, спочатку православний, згодом унійний; нині — жіночий, перебуває в користуванні УПЦ МП.

## Історія

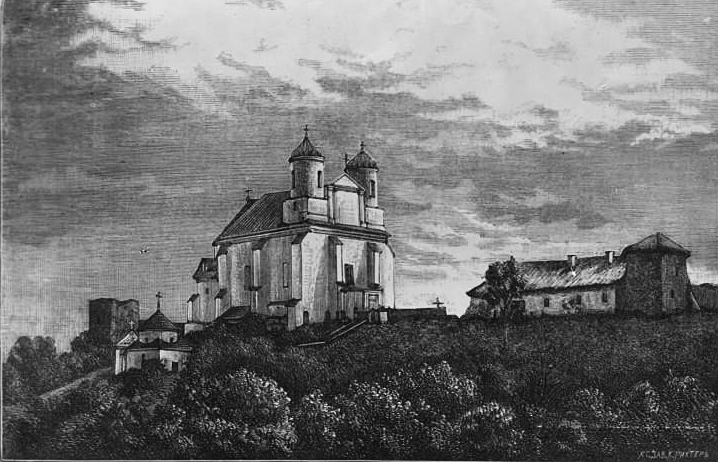
Зимненський монастир, 1888

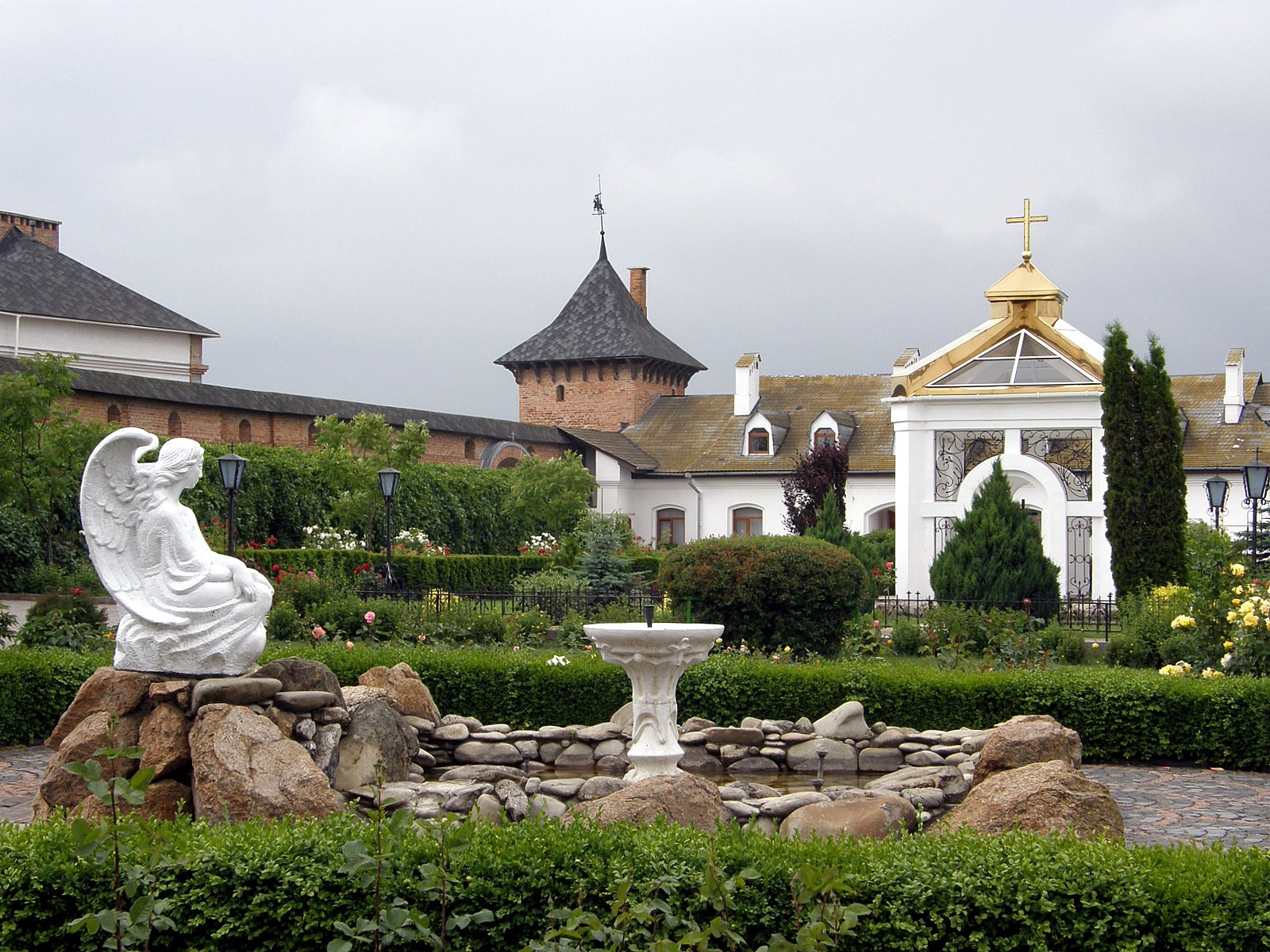
Зимненський жіночий монастир

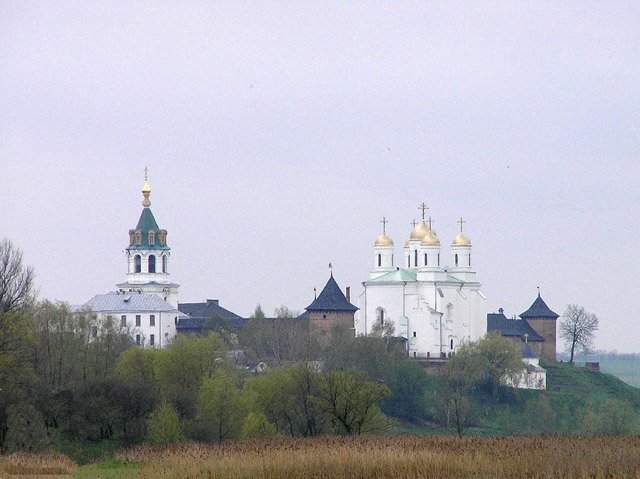
Зимненський жіночий монастир

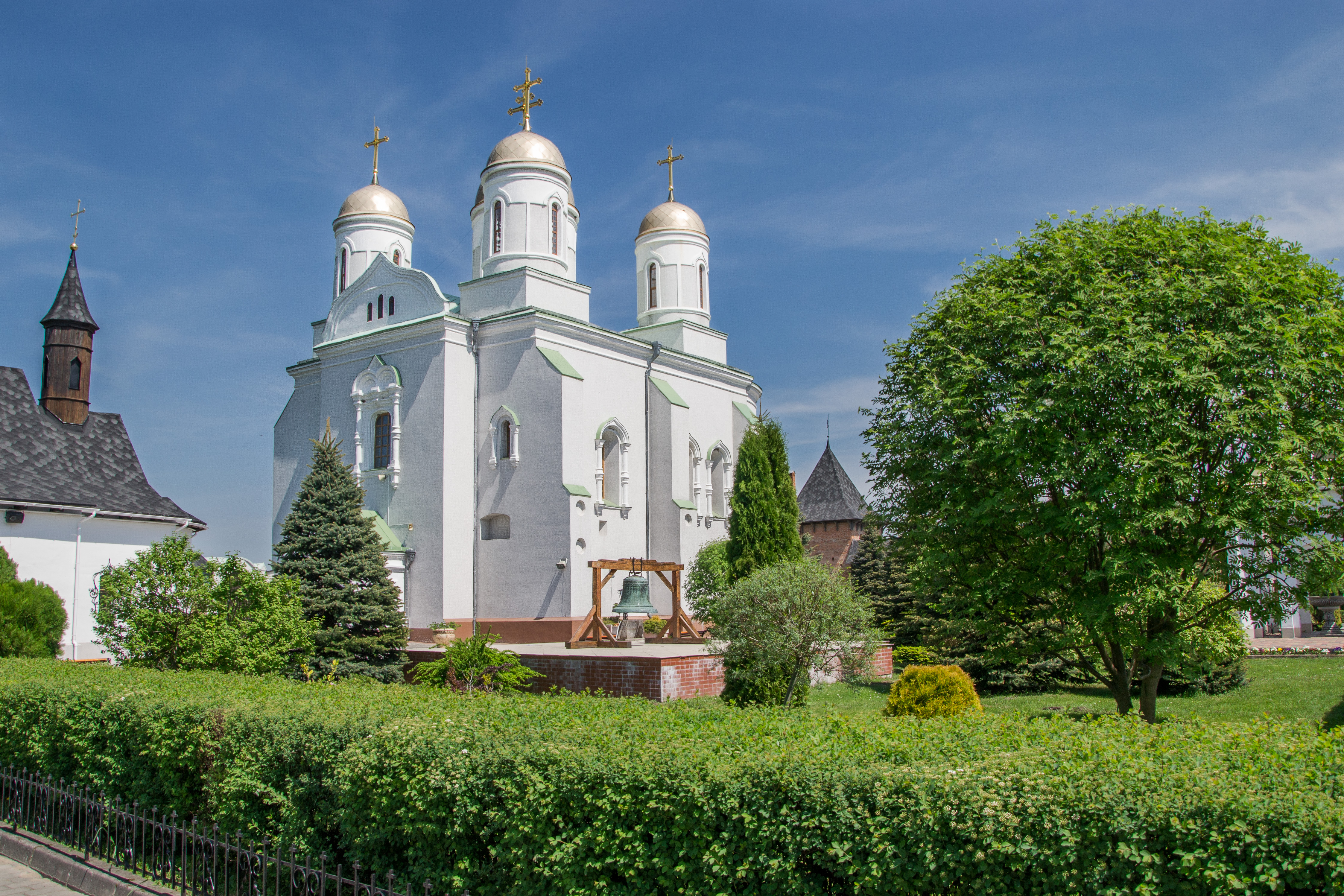
Успенська церква

Змосковщення через архітектуру: церква Успіння Пресвятої Богородиці Зимненського монастиря князів Чорторийських до (ліворуч) і після (в центрі) перебудови в стилі московської середньовічної архітектури (1899). Понівечення довершилося в 1995 році під зверхністю Московського патріархату (праворуч)

Належить до найдавніших в Україні. Київський великий князь Володимир заклав єпархію у місті Володимирі, названому на його честь. Як припускають, великий князь заклав монастир у 992–993 роках у с. Зимне, яке тоді було передмістям м. Володимира. Ймовірно, святиня є набагато давнішою, ніж це прийнято вважати офіційно.
Перші достовірні відомості про існування обителі подає запис у «Патерику Києво-Печерському» щодо обставин смерті 1062 року ігумена Києво-Печерського монастиря преподобного Варлаама (той помер у Зимненському монастирі, повертаючись із Константинополя до Києва).
Монастир прославився чудесами від чудотворного образу і святим життям Зимненських ченців.
У Зимненському монастирі проживали перші волинські святі — Стефан (1091—1094) і Амфілохий (1105—1121), що були тут єпископами. Побував у Зимненському монастирі і преп. Нестор-літописець, тоді постриженик єпископа Стефана, який 1097 року був у Володимирі «смотренія раді училищ і постановленія учителя».
Свого часу тут був ігуменом Ніфонт, з часом єпископ Новгородський, продовжувач літопису преподобного Нестора від 1116 до 1157 року.
У середині XV століття князь Федір Чорторийський збудував на місці печерної та дерев'яної обителі, яку ще звів князь київський Володимир Святославич, мурований монастир-фортецю, позаяк набіги татар тоді були частими.
На унію з РКЦ монастир перейшов у 1682 році. У 1724 році Зимне придбав волинський староста Михайло Чацький, що був ревним католиком. Тоді обитель зазнала змін — кількість куполів зменшилася з п'яти до двох, а також було розграбовано родову усипальницю князів Чарторийських. У 1790 році обитель остаточно була розгромлена, а з часом й закрита. Чернече життя тут відродилося лише через століття — у 1892 році з Корецького монастиря приїхало десятеро інокинь, згодом обитель освятили, і стала вона жіночим монастирем.

## Архітектура

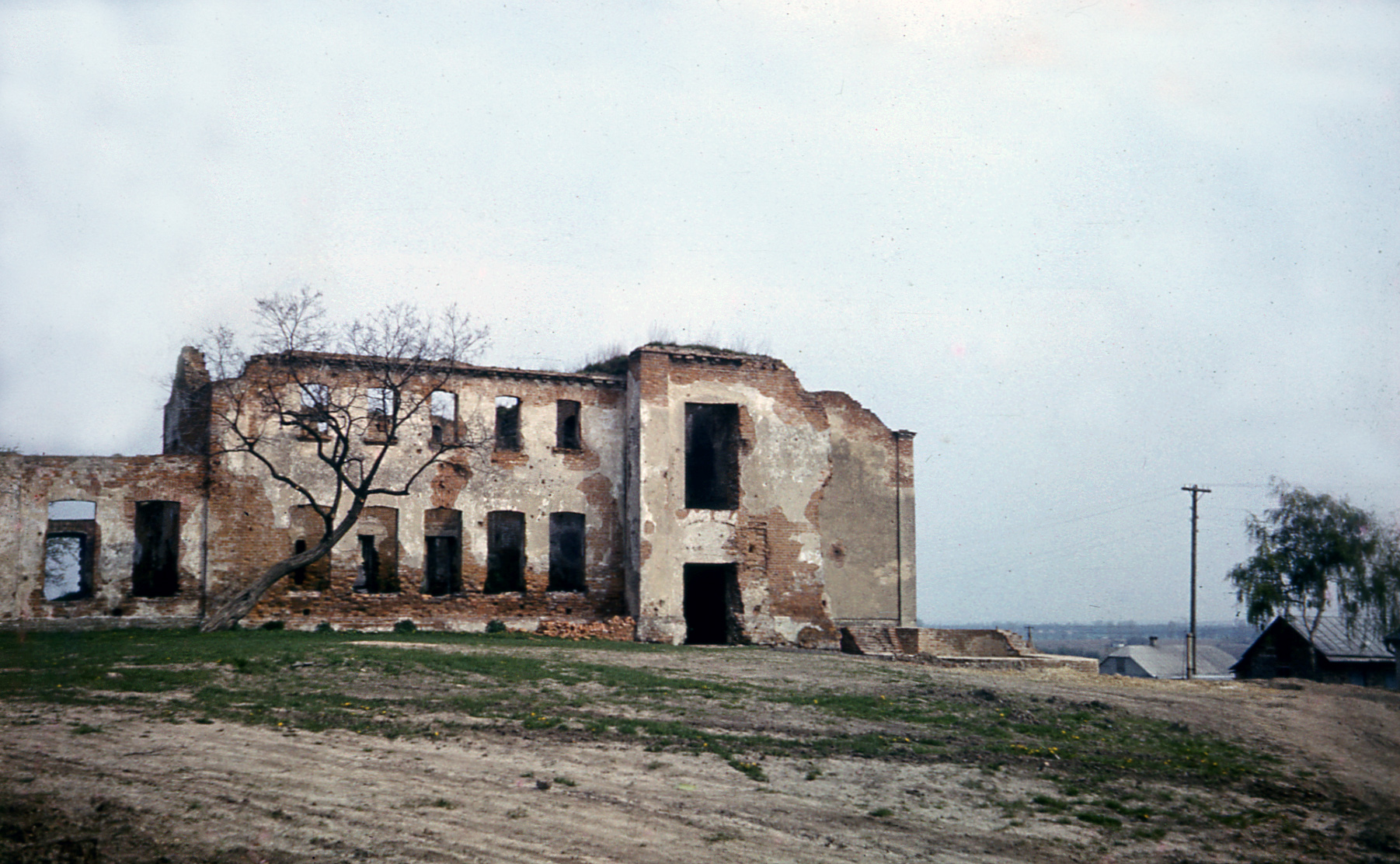
Село Зимне, руїни Зимненського монастиря, 1988 р.

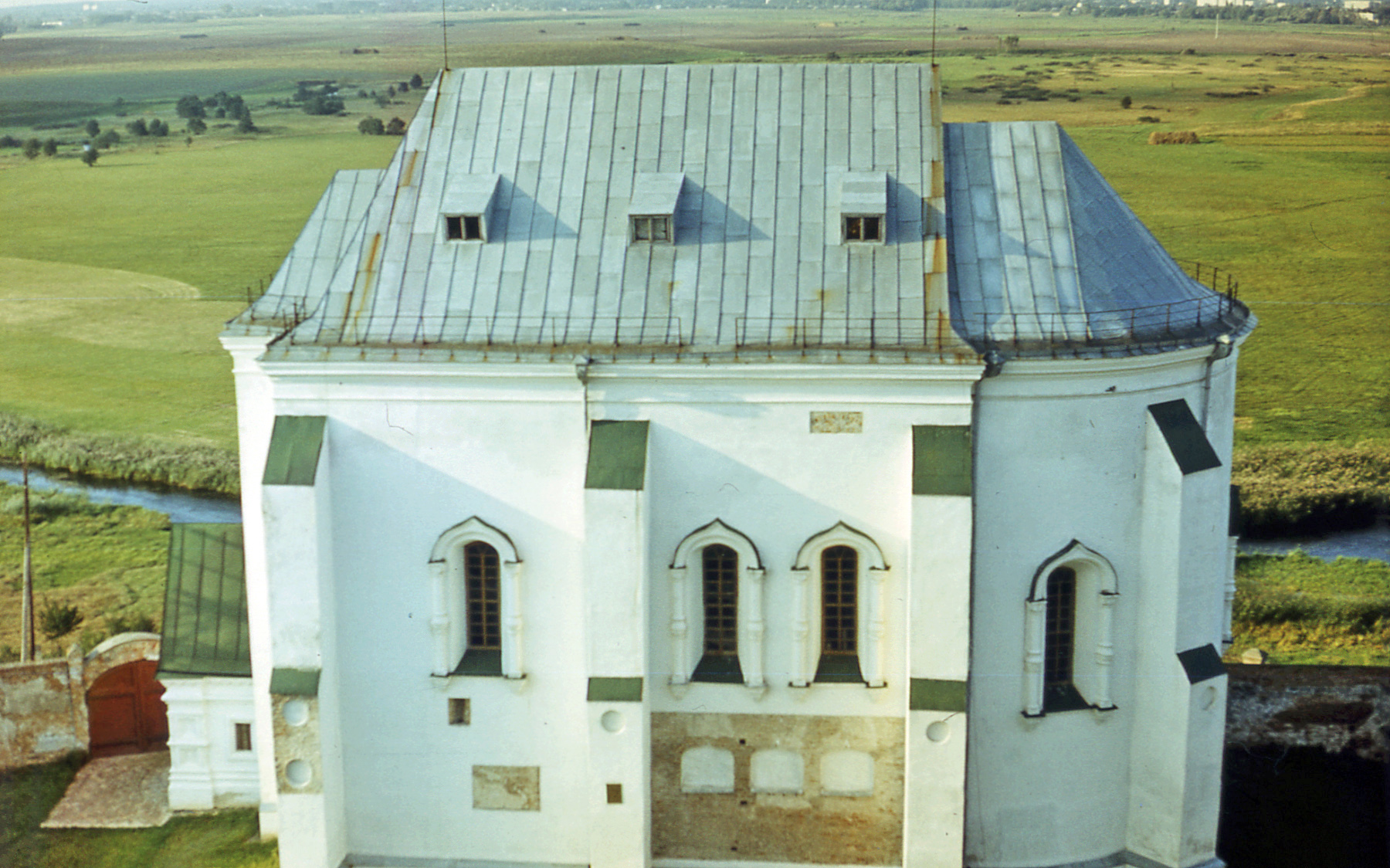
Зимне, Перша реставрація Успенського собору Зимненського монастиря, 1988 р.

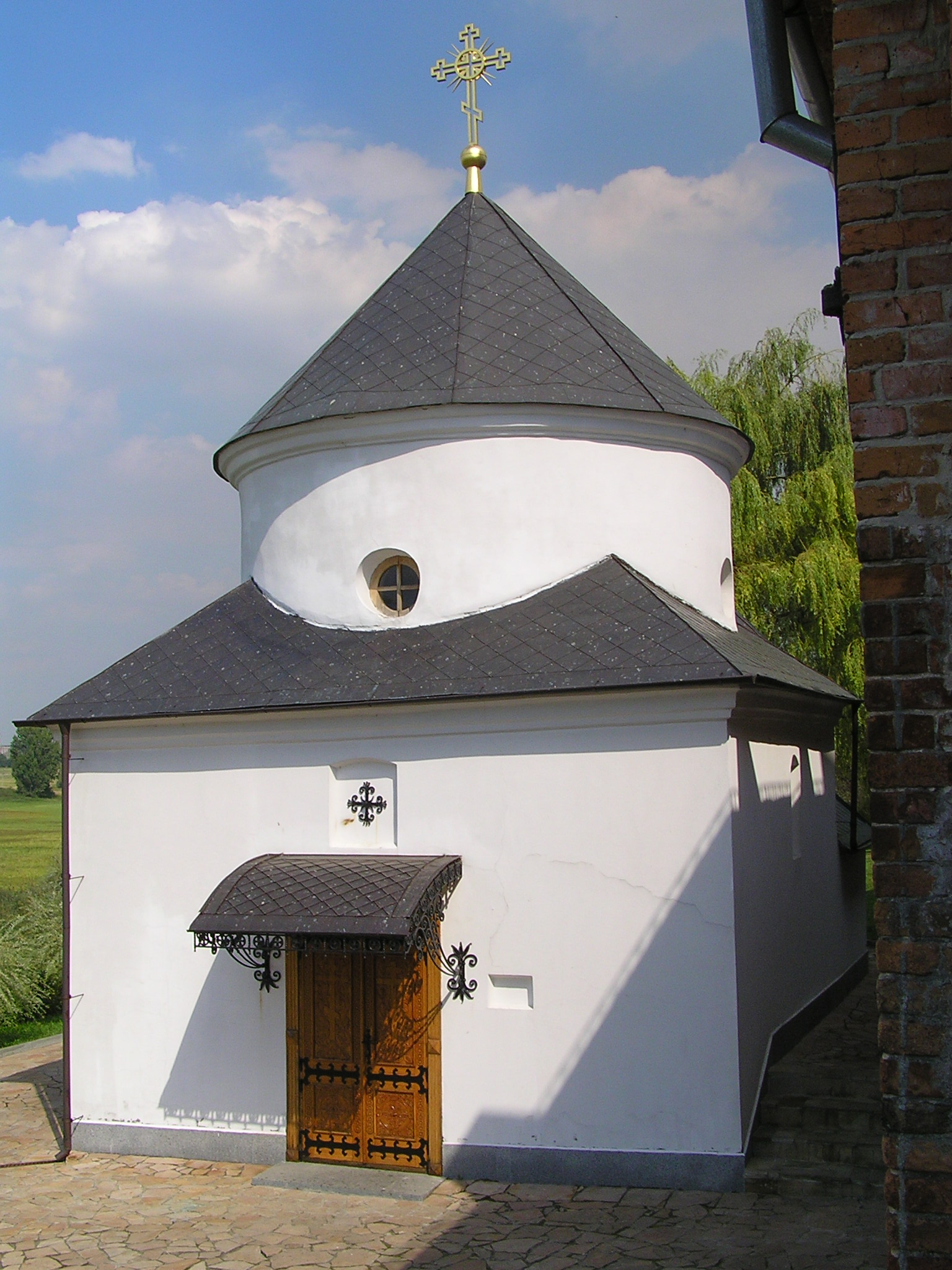
Троїцька церква-ротонда

Архітектурний комплекс укріпленого монастиря складається з оборонних мурів з наріжними вежами, що утворюють захищене від зовнішніх нападів подвір'я. В центрі лінії північної стіни — монументальна споруда Успенської церкви, яка мала оборонний ярус над склепіннями і була накрита двосхилим шпичастим дахом з двома готичними фронтонами. На захід від церкви до північної стіни притулилася монастирська трапезна з маленькою церквою-каплицею. У центрі подвір'я, ймовірно, існувала триярусна дзвіниця, її фундаменти були знайдені під час археологічних розвідок. Існувала продумана система захисту споруд від негативного впливу підземних вод: дренажі, водоскиди, навіть фундаменти трапезної були побудовані у формі луків, аби не затримувати вільний вихід підземної води до заплави річки Луга.
Теперішній вигляд храму, дзвіниці — фальсифікація під час «перебудов» часів московської зверхности на Волині, які спотворили вигляд храму після реконструкцій унійного періоду. Зовнішній вигляд Успенської церкви зроблений на московський лад. Російські симпатики вирішили не дотримуватися первісних елементів XIV—XV століть та створили купола, що не передають аспектів церковної культури України.

## Чудотворна Зимненська ікона Божої Матері

### Історія
У давніх літописах є розповідь про те, як князь Володимир Святославич у 987 році, під час взяття Корсуня, осліп. Багато хто тоді бідкався: «Князь Корсунь здобув, а зір там залишив». І не могло нічого допомогти хрестителю Русі. Та через рік майбутня дружина Володимира, княжна Анна, привезла з благословення царгородського патріарха Миколи II Хрисоверга ікону Божої Матері, якою і повінчали її з князем. Переказ розповідає, що при хрещенні в купелі Херсонеса Володимир Святославич побачив сильне, незвичайне світло від ікони і прозрів.
Коли на Русі розпочалося нове тисячоліття, у 1001 році князь Володимир прибув на Волинську гору, де мешкали язичники. Він охрестив погань і на березі річки Луги спорудив два храми та зимовий княжий терем. Від назви терему й пішла назва місцевості — Зимне. Згодом, у 1006 році, князь Володимир подарував сімейну святиню монастиреві в Зимному, і відтоді ікона стала покровителькою Святої гори, де розташована донині монаша обитель.
За володарювання Зимним волинського старости Михайла Чацького у 20-х роках XVIII століття з ікони були зняті коштовні ризи та прикраси. Та й цього глуму над іконою старості було замало. Він вигукнув: «А що ж, православна святиня чудотворна, не можеш врятувати свій православний монастир?». Як тільки Чацький це промовив, тої ж миті втратив зір.
Під час першої світової війни чудотворний образ Богородиці знов захистив обитель. Три артилерійських снаряди одночасно влучили у храм, але жоден не розірвався, а зупинилися в стіні, не пошкодивши, ані церковне майно, ані людей. Після цього випадку інокині були вимушені покинути монастир — вони виїхали до Житомира, узявши зі собою й чудотворну ікону.
Чудотворна Зимненська ікона Божої Матері повернулася на Святу гору у 1990-х роках. Так, 24 вересня 1995 року з великою хресною ходою чудотворний образ принесли у Зимне. Напередодні цієї події очевидці бачили вогненний стовп над місцевою церквою Святої Трійці, що підіймався у небо. З самого храму, що тоді був зачинений, лунала херувимська пісня.

### Опис
Зимненський образ — це ікона грецького стилю, написана на кипарисовій дошці. Імовірно, її реставрували не одноразово, оскільки на образі є втрати фарби та левкасу. Ікона встановлена в металеву раму, у нижній частині якої є пластина з написом: «Образ Пресвятої Богородиці Святогірської Зимненської обителі».

## Усипальниця

### Підземелля церкви
За даними поданими у Географічному словнику Королівства Польського, тут були поховані представники родин, які володіли маєтностями довкола, зокрема, князів Чорторийських, Четвертинських, Козеків тощо. Наприкінці XIX століття у храмі була пам'ятна надгробка таблиця князя Дмитра Козеки (помер 1583 року в Замличах).

### Монастир
- два православні єпископи Володимирські: Йоасаф та Василій (за часів володіння Данила Романовича, 1222—1266).